# Victoria Silvstedt

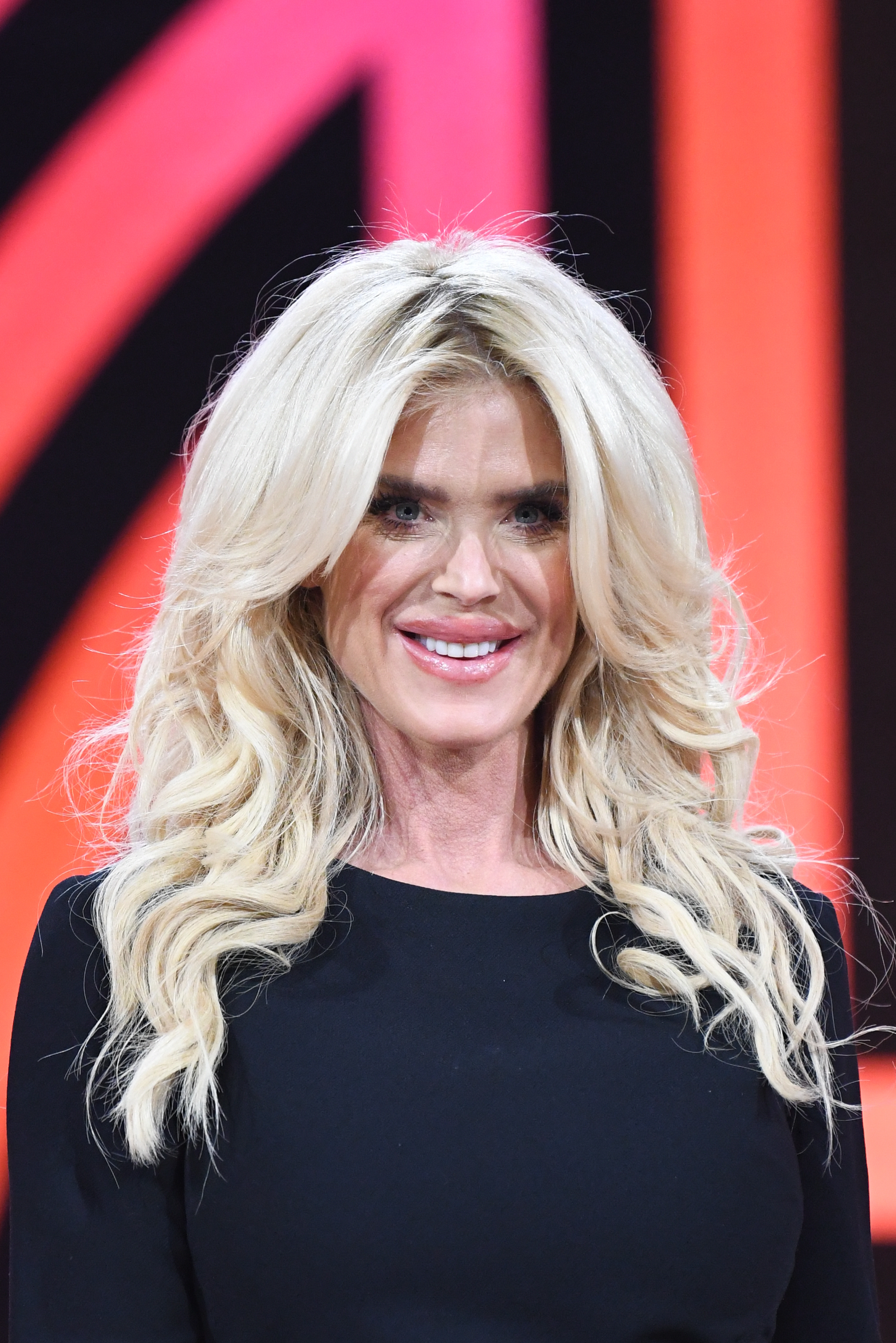
Victoria Silvstedt, 2025

Karen Victoria Silvstedt (* 19. September 1974 in Skelleftehamn) ist ein schwedisches Fotomodell, Schauspielerin und Sängerin. Sie wurde zum Playboy-Playmate der Ausgabe Dezember 1996 und zum Playmate des Jahres 1996 gewählt.

## Biografie
In ihrer Kindheit übte Silvstedt zwei Hobbys regelmäßig aus: Reiten und Abfahrtslauf.
1993 nahm Silvstedt am Miss-Sweden-Schönheitswettbewerb teil. Die 1,79 Meter große Schwedin gewann diesen und qualifizierte sich für die Miss-World-Wahl in Südafrika, bei der sie sich unter den zehn schönsten Frauen platzieren konnte. Im selben Jahr wurde sie von einer Modelagentur in Paris entdeckt und für einige Aufträge verpflichtet.
Im Dezember 1996 ließ sie sich für das Männermagazin Playboy fotografieren. Nur vier Monate später wurde sie von den Playboy-Lesern zum „Playmate des Jahres 1997“ gewählt. Die Playboy-Aufnahmen wurden in Japan und den Niederlanden (jeweils im Februar 1997) sowie Deutschland im Juni 1997 publiziert. Dies stellte den Durchbruch ihrer Modelkarriere dar. Silvstedt erhielt danach zahlreiche Modelaufträge von Zeitschriften wie Maxim, FHM oder Vogue. Außerdem modelte sie, an der Seite von Eva Herzigová und Claudia Schiffer, für die Bekleidungsmarke Guess?.
Silvstedt spielte 1999 in der Comedyserie Malibu, CA mit. Im darauffolgenden Jahr gab sie in der Komödie The Independent ihr Filmdebüt. Im selben Jahr trat sie in ihrer ersten Nebenrolle in dem schwedischen Film Naken auf. 2002 spielte sie neben Cuba Gooding Jr. und Vivica A. Fox in der Komödie Boat Trip mit.
1999 erschien ihr erstes Album mit dem Titel Girl On The Run. Das Lied Hello Hey war in den European Billboard Charts vertreten und belegte Platz 1 auf MTV. Obwohl das Album in Europa erfolgreich war, konnte sie sich in den USA nicht durchsetzen. Am 20. Juni 2000 heiratete sie den ehemaligen Entertainment Tonight-Moderator Chris Wragge, den sie 1997 bei einem Interview kennengelernt hatte.
2002 wurde Silvstedt von dem Männermagazin Maxim zur Frau des Jahres gewählt. Im selben Jahr veröffentlichte Playboy eine limitierte Auflage der Victoria-Silvstedt-Puppe, die ihrem Vorbild optisch nachempfunden wurde. Die Victoria-Silvstedt-Puppe kostete 50 US-Dollar und war nur für Erwachsene erhältlich.
2007 trennte sie sich offiziell von Chris Wragge, wobei sie aber nie geschieden wurden.
Die Leser des britischen Magazines Nuts platzierten Silvstedt auf den zweiten Rang der erotischsten Blondinen der Welt (2nd sexiest blonde in the world).
In Frankreich sieht man Silvstedt in der Quiz-Show La roue de la fortune, dem französischen Glücksrad, als Buchstabenfee. Auch in Italien moderiert sie La ruota della fortuna, das italienische Äquivalent.
Mit dem Lied Love It! nahm sie am Melodifestivalen 2025 (dem schwedischen Vorentscheid zum Eurovision Song Contest) teil, schied jedoch schon in der ersten Runde aus.

## Filmografie
- 1998: Die Sportskanonen
- 1999: Malibu, CA (Fernsehserie)
- 2000: The Independent
- 2000: Naken
- 2001: She Said I Love You
- 2001: Out Cold (Eis kalt)
- 2002: Boat Trip
- 2003: La Mia vita a stelle e strisce
- 2003: Beach Movie

## Diskografie

### Alben
- 1999: Girl On The Run

### Singles
- 1999: Hello Hey
- 1999: Rocksteady Love (feat. Turbo B)
- 1999: Party Line
- 2010: Saturday Night
- 2025: Love It!